# Paul Ariès
Pour les articles homonymes, voir Ariès.
Ne doit pas être confondu avec Paul Alliès.
 (décembre 2021).
Paul Ariès, né le 11 mai 1959 à Lyon, est un politologue, essayiste et un militant politique français, rédacteur en chef de la revue Les Zindigné(e)s.

## Biographie
Paul Ariès naît en 1959 à Lyon dans une famille de gauche, laïque, cultivée et politiquement engagée. Ses grands-parents sont blanchisseurs et feront faillite à la suite de l'arrivée de la machine à laver. 
Jusqu’à l’âge de 15 ans, l’école, qu'il manque fréquemment, ne l'intéresse pas. Il fait ensuite des études de droit public, d'économie et de science politique et se passionne pour les sciences sociales. Après un DEA de sociologie, il soutient sa thèse de doctorat en science politique à l'université Lyon 2 en 1987 sur le thème La production d'un groupe syndical : la CGT des hospices civils de Lyon, 1947-1971.
En 1974, à 15 ans, il s'inscrit au PCF. Il devient l'un des dirigeants de l'Union nationale des comités d'action lycéens (UNCAL) puis de l'UNEF - Renouveau à l'université. En 1979, il quittera le Parti communiste et participera à des actions de soutien aux dissidents des pays de l'Est.
Il commence par enseigner l'économie-gestion à l'université Jean-Moulin-Lyon-III et rejoint parallèlement l'Institut du travail (ITFS) en tant que responsable de la formation des syndicalistes. Puis il centre ensuite son travail sur l'histoire et la sociologie politique de l'alimentation. Puis il enseigne dans divers établissements : l'université Lumière-Lyon-II (droit public et le droit comparé) ou l’Ecole nationale d’architecture.  
Politologue, ancien membre du Centre de Politologie Historique (CNRS), de l'Association de recherche pour l'existence et la santé (Université Lyon II / Lyon III), du Groupe de recherches en épistémologie politique et juridique, de l'Association française de recherche sur l'histoire du cinéma (AFRHC), collaborateur de la revue 1895, il participe notamment au Colloque international pour le centenaire de l'invention du cinéma durant lequel il présente une communication sur le passé politique trouble des frères Lumière, un de ses textes sur les caricatures anti-militaristes est censuré par le ministère des Armées[réf. nécessaire] et publié par la revue Ethnologie française, il est l'auteur d'une quarantaine d'ouvrages et en a dirigé une dizaine.
Paul Ariès fonde en 1980 avec Daniel Grillon, Vincent Rougerie et Frédéric Béraud le Centre lyonnais de documentation sociale (CLYDS), devenu le Conservatoire de la Mémoire Militante (C2M) dont la totalité des archives sont déposées depuis 2017 aux ADRML. Il dirige depuis 2006 l'Observatoire international de la gratuité des services publics et des biens communs (OIG). Il est proche de nombreuses ONG tiers-mondistes comme le CETIM (Centre Europe-Tiers-Monde) — dont il est un temps le président pour la France — ou le CADTM (Comité pour l'annulation de la dette du tiers-monde),. Il est l'un des animateurs du Comité anti-Dakar[réf. nécessaire].   

### Travail sur les dérives sectaires
Pendant treize ans, il est l'un des acteurs de la lutte contre les sectes, collaborant aux activités du CCMM, de l'UNADFI et de la Mission Interministérielle de Lutte contre les sectes (MILS), cherchant en particulier des liens entre celles-ci et la mondialisation capitaliste mais aussi avec l'extrême droite. Il expose notamment dans La Scientologie laboratoire du futur, la proximité entre ce groupe et le fonctionnement des grandes sociétés transnationales (site UNADFI). Il considère que les sectes sont autant un danger pour la démocratie que pour les individus. Il condense sa pensée en expliquant que les sectes ne sont pas un cancer sur un corps sain mais les métastases d'une société malade,. Ses travaux nourrissent plusieurs rapports parlementaires (scientologie, anthropologie, satanisme, etc.)[réf. nécessaire]. 
Son ouvrage La Scientologie, une secte contre la république, est préfacé par Alain Vivien, ancien ministre, président de la « Mission interministérielle pour la lutte contre les sectes » (MILS). Paul Ariès poursuit ses relations avec les grandes associations anti-sectes comme le CCMM et l'UNADFI. Il collabore largement avec Mathieu Cossu, responsable du principal site de lutte contre les sectes. Il assure également des interventions au sein de l'École nationale de la magistrature, de l'École nationale de santé publique et même du Centre national de formation de la police nationale (les préfaces de ces livres).
À la suite de ces travaux, il affirme avoir reçu des menaces de mort et déposera plainte à plusieurs reprises. Les quotidiens Le Monde et Libération en feront notamment état. Il lance en 2005 un trimestriel, L'Immondialisation, dont le premier numéro est consacré à « la guerre perdue contre les sectes » et à une dénonciation de l'attitude gouvernementale depuis le 11 septembre 2001. Il affirme que, depuis cette époque, pour la France, « l'islamisme a remplacé la Scientologie dans l'échelle des ennemis ». Son dernier texte sur ce sujet est paru sous le titre « Sectes, la guerre perdue » au sein de la revue de stratégie militaire dirigée par le général de la Maisonneuve (septembre 2007).

### Essais sur la décroissance et la critique de la mondialisation
Paul Ariès est l'auteur d'une quarantaine d'ouvrages concernant les « méfaits de la mondialisation » et l'un des acteurs des grands mouvements sociaux de ces quinze dernières années : lutte contre la « malbouffe » et la « McDonaldisation », lutte contre le harcèlement au travail, lutte contre l'« agression publicitaire », lutte contre la Disneylandisation, lutte contre la TV-réalité, lutte contre les sectes et contre l'extrême droite, lutte pour l'objection de croissance , etc.
Parmi ses livres, on trouve aussi Libération animale ou nouveaux terroristes ? (paru chez Golias en 1999), où il accuse le mouvement antispéciste de « saboter l'humanisme », de faire du « terrorisme », tout en critiquant les sévices subis par les animaux.
Il est un temps président du Centre Europe Tiers-Monde (ONG habilitée à la commission des droits de l'homme de l'ONU) pour la France. 
Paul Ariès enseigne la science politique mais aussi l'histoire et la sociologie de l'alimentation (prix littéraire de l'Académie nationale de cuisine) [réf. nécessaire]. Il a été membre du jury international de l'association Slow Food [réf. nécessaire]. Il enseigne également la stratégie et le management dans une école de commerce spécialisée dans l'hôtellerie et la restauration à Lyon après avoir animé durant plusieurs années un séminaire d'anthropologie économique au sein de l'ESC Lyon. 
Selon le journaliste Éric Dupin du Monde diplomatique, il est, en 2009, un intellectuel de référence parmi les penseurs de la décroissance.
Il est le principal intervenant, avec Raoul Vaneigem, du film La possibilité d'être humain de Thierry Kruger et Pablo Girault, sorti en 2013. Il y expose sa vision de la décroissance, qui est pour lui un « socialisme gourmand ».
Il promeut dans son livre : Le socialisme gourmand. Le bien-vivre : un nouveau projet politique, l'idée d'un « Buen Vivir à la française », ce Bien-vivre serait « un devenir possible de l'humanité ».
Dans son livre paru en janvier 2019, Lettre ouverte aux mangeurs de viandes qui souhaitent le rester sans culpabiliser, l'auteur s'attaque au véganisme et à l'antispécisme et dénonce « la fausse viande qu'on nous prépare avec les biotechnologies ».
Dans deux romans publiés en 2021, l'un « adulte », Le meilleur des mondes végans, et l'autre « jeunesse », J'veux plus manger de viande, il explique que les gauches écologistes ont perdu la bataille des idées car elles ont d'abord perdu la bataille des imaginaires[réf. nécessaire].

### Journalisme militant
Paul Ariès est membre de plusieurs comités de rédaction. Il est responsable des pages politiques du mensuel La Décroissance avant sa rupture politique avec Vincent Cheynet. Il collabore à la revue catholique de gauche Golias (lui-même est athée). Il collabore régulièrement avec Alternatives non violentes, la revue Moins !, L'Âge de faire, Politis et est l'auteur de la notice « scientologie » et « enfants : les nouveaux droits » de l'Encyclopædia Universalis. Il est avec le journal La Décroissance, l'un des coorganisateurs du contre-Grenelle de l'environnement qui s'est tenu à Lyon le 6 octobre 2007 en réaction au Grenelle lancée par le ministère de l'Écologie, de l'Environnement, du Développement Durable et de l'Aménagement du Territoire. Deux autres contre-Grenelle ont été organisés à Lyon en mai 2009 et en mars 2011 sur le thème Contre le capitalisme vert.
Il lance le 14 juillet 2007 un nouveau journal d'analyses politiques vendu en kiosque « Le Sarkophage, contre tous les sarkozysmes » qui se donne pour objectif d'analyser la théorie et la politique du sarkozysme et de travailler à l'émergence d'une véritable alternative. Ce journal comprend les signatures de représentants des représentants des gaullistes de gauche notamment issus des cercles Penser la France, des gauches historiques, de « la gauche de la gauche », de l'écologie, de la décroissance. Le Sarkophage est devenu en septembre 2012 La vie est à nous ! / Le sarkophage.
Paul Ariès est depuis septembre 2011 le rédacteur en chef d'une nouvelle revue, Les Z'indigné(e)s, revue trimestrielle de 169 pages. Elle devient mensuelle en septembre 2013, et prend le relais du journal Le Sarkophage qui a cessé de paraître en octobre 2013. La revue Les Zindigné(e)s redevient un trimestriel en 2018.

### Engagement politique
Tout le combat de Paul Ariès vise depuis plus de vingt ans à croiser socialisme et écologie. Lui parle de « socialisme gourmand », par opposition au « socialisme de la grisaille », traduction française du Buen-Vivir d'Amérique du Sud. Paul Ariès est l'un des porte-parole du Mouvement pour une rentrée sans marques. Il est aussi l'un des principaux animateurs du « Mouvement pour une décroissance équitable ». Il avait lancé en 2006 des États Généraux de la décroissance équitable (EGDE) en vue d'une participation des Objecteurs de croissance à l’élection présidentielle de 2007 sur le modèle de ce que fut la candidature René Dumont à l’élection présidentielle de 1974. Il a annoncé avoir renoncé à ce projet en raison de l'immaturité théorique et politique du mouvement. Il s'inscrit dans le cadre d'un accompagnement critique de la campagne de José Bové auquel il reproche d'être « seulement antilibéral » et de choisir une sur-médiatisation plutôt que la force des idées.
Le 8 juillet, Martine Billard, députée démissionnaire des Verts présente, à l'occasion d'une conférence de presse, une offre de convergence au Parti de gauche corédigée avec Paul Ariès. Cette démarche s'inscrit dans une dynamique de rapprochement de la gauche anti-productiviste et de l'écologie antilibérale, à laquelle Paul Ariès œuvre notamment au sein du journal Le Sarkophage. Paul Ariès n'a cependant pas, contrairement à Martine Billard, rejoint le Parti de gauche estimant que sa greffe antiproductiviste n'est pas suffisamment sincère.
En 2014, aux côtés de nombreuses autres personnalités, il signe l'appel du Mouvement pour la sixième République lancé par Jean-Luc Mélenchon et le Parti de gauche. Il refuse cependant de prendre part aux élections régionales de 2015 estimant que les logiques d'appareil conduisent à l'échec. Paul Ariès se fait porteur, face à la crise des migrants, du projet de passeport universel (Organisation pour la citoyenneté universelle) aux côtés d'Emmaüs-International, de la fondation Danielle Mitterrand et du Mouvement Utopia. Il est l'un des organisateurs en janvier 2018 de l'Appel à la convergence antiproductiviste (Mediapart). Paul Ariès prend progressivement ses distances avec LFI au sujet de son fonctionnement non démocratique (in "Peut-on avoir un fonctionnement interne contraire à l'esprit de la VIe République qu'on prétend incarner", les Zindigné(e)s) et de son sectarisme idéologique. 
En juin 2019, il figure parmi les premiers signataires de l'Appel "Pour un Big Bang de la gauche" (https://www.lemonde.fr/idees/article/2019/06/04/le-pire-serait-de-continuer-comme-avant_5471094_3232.html).  Il appelle à refonder une alternative "vraiment sociale, vraiment républicaine et laïque, vraiment écolo". Il participe en juin 2022 au lancement de l'Appel "2022, (vraiment) en commun" (https://www.francetvinfo.fr/elections/presidentielle/tribune-2022-vraiment-en-commun-des-elus-et-activistes-de-gauche-appellent-a-une-alternative-ecologique-sociale-et-democratique-au-neoliberalisme-pour-la-presidentielle_4132021.html).  
Refusant en 2022 de participer au Parlement de LFI en soutien à la candidature de Jean-Luc Mélenchon, il dénonce l'abandon du peuple, notamment celui de la ruralité, au profit d'un nouveau peuple fantasmé, celui des banlieues, renvoyé "de façon absurde et dangereuse à l'islamisation" et proteste contre la nomination de Aymeric Caron comme candidat aux législatives 2022 (https://www.marianne.net/agora/tribunes-libres/intelligence-artificielle-et-robots-les-etranges-lubies-du-neo-melenchoniste-aymeric-caron). Ne se reconnaissant pas dans la gauche wokiste dominante ni dans le clientélisme islamo-gauchiste, il dénonce les "fossoyeurs de la gauche" sous "inspiration anglo-américaine" et annonce, en décembre 2022, cesser toute activité politique publique. Il poursuit cependant son travail théorique sur l'écologie, la gratuité et le couple agriculture et alimentation.  

### Vie privée
Il est marié et a deux enfants.

## Publications
- Le Retour du diable, éditions Golias, 1996
- La Fin des mangeurs, éditions Desclée de Brouwer, 1997
- Les Fils de MacDo, éditions L'Harmattan, 1997
- Déni d'enfance, éditions Golias, 1997
- La Scientologie, laboratoire du futur ?, éditions Golias, 1998
- Petit Manuel Anti-McDo à l'usage des petits et des grands, éditions Golias, 1999,  (ISBN 2-911453-54-9)
- La Scientologie, une secte contre la république, éditions Golias, 1999
- José Bové, la révolte d'un paysan, éditions Golias, 2000
- Libération animale ou nouveaux terroristes ?, éditions Golias, 2000
- Les Sectes à l'assaut de la santé, éditions Golias, 2000.
- Le Goût, Avec Gong Gang, Desclée de Brouwer, 2000,  (ISBN 2-22004-405-X)
- Anthroposophie : enquête sur un pouvoir occulte, éditions Golias, 2001,  (ISBN 2-914475-19-5)
- Disneyland, le royaume désenchanté, éditions Golias, 2002
- Harcèlement au travail ou nouveau management, éditions Golias, 2002
- Putain de ta marque, éditions Golias, 2003
- Satanisme et vampirisme, le livre noir, éditions Golias, 2004
- Décroissance ou barbarie, éditions Golias, 2005
- Misère du sarkozysme, éditions Parangon, 2005
- No Conso, manifeste pour une grève générale de la consommation, éditions Golias, 2006
- Le Mésusage, essai sur l'hypercapitalisme, éditions Parangon/Vs, 2007
- José Bové, un candidat condamné, la décroissance dans la campagne, éditions Golias, 2007
- Pour repolitiser l'écologie: le contre-Grenelle de l'environnement, éditions Parangon, 2007
- La Décroissance : un nouveau projet politique, éditions Golias, 2008
- (avec Bernadette Costa-Prades) Apprendre à faire le vide : Pour en finir avec le "toujours plus", éditions Milan, 2009
- Désobéir et grandir - Vers une société de décroissance, éditions Ecosociété, 2009
- La simplicité volontaire contre le mythe de l'abondance, Les empêcheurs de penser en rond / La Découverte, 2010
- (avec Florence Leray) Daniel Cohn-Bendit, l’imposture, éditions Max Milo, 2010
- Le Meilleur des mondes végans, roman dystopique, éditions A plus d'un titre, 2011
- J'veux plus manger de viande, roman dystopique jeunesse, Golias, 2011
- Altergouvernement, ouvrage collectif avec Geneviève Azam, Marc Dufumier, Marie Duru-Bellat, Claude Egullion, Jean-Baptiste Eyraud, Susan George, Jean-Marie Harribey, Franck Lepage, Philippe Leymarie, Laurent Mucchielli, Aline Pailler, Nathalie Péré-Marzano, Fabien Piasecki, Michel Pinçon, Monique Pinçon-Charlot, Clarisse Taron, et Jacques Testart, éditions Le Muscadier, 2012
- Décroissance ou récession, la décroissance vue de gauche (sous sa direction), Parangon, 2012
- Le socialisme gourmand. Le bien-vivre : un nouveau projet politique, Les empêcheurs de penser en rond - La Découverte, 2012[10]
- Amoureux du bien vivre : Afrique, Amériques, Asie... que nous apprend l'écologie des pauvres ?, mai 2013, éditions Golias  (ISBN 978-2354721633)
- Nos rêves ne tiennent pas dans les urnes. Éloge de la démocratie participative, Max Milo Éditions, 2013
- Écologie et culture populaire, Édition Utopia, 2015
- La face cachée du pape François, éditions Max Milo, 30 mars 2016.
- Une histoire politique de l'alimentation, du Paléolithique à nos jours, Max Milo Éditions, 15 septembre 2016
- Les rêves de la jeune Russie des soviets, une lecture antiproductiviste du stalinisme, Le Bord de l'eau, septembre 2017
- Gratuité vs capitalisme, Éditions Larousse, 2018
- Lettre ouverte aux mangeurs de viandes qui souhaitent le rester sans culpabiliser, Éditions Larousse, 2018[20]
- Le Meilleur des mondes végan (roman d'anticipation), A plus d'un titre, 2021
- J'veux plus manger de viande (roman jeunesse), Golias, 2022
- La révolte d'un jeune spartiate (roman jeunesse), Pomarède & Richemont,  2022
- Huit milliards pour un podium (critique de l'idéologie sportive), Amphora, INSEP, septembre 2023